# Germania Socialista
Germania Socialista (GS) fou una organització política socialista valenciana fundada el 1970 i dissolta el 1975. La seva creació corregué a càrrec del sociòleg Josep-Vicent Marquès com a «grup de treball polític per a la revolució socialista», amb membres provinents del Partit Socialista Valencià (1964-1968) i de la Facultat d'Econòmiques de la Universitat de València com ara Cèlia Amorós, Damià Mollà i Empar Losilla, que es va dedicar a fer formacions, difondre propaganda i organitzar debats clandestins contra la dictadura franquista i el capitalisme, tant a la universitat com a l'àmbit laboral.
Es definien com a comunistes no autoritaris, amb tendències anarquistes i ecologistes, i definien el País Valencià no com a nació, sinó com un «poble oprimit», amb característiques nacionals comunes amb el Principat i les Illes, per bé que consideraven que no existia una identitat nacional pancatalana. El 1972 aparegué el seu manifest, La classe treballadora davant l'opressió al País Valencià com a poble, on defineixen el País Valencià com a realitat oprimida, i es mostren partidaris d'establir lligams amb la resta de Països Catalans.
També es mostraren partidaris de l'acció directa i la defensa del territori. El 1971 es va fer una de les primeres protestes ecologistes amb motiu de l'intent d'urbanització del Saler per mitjà del sabotatge amb herbicida d'un camp de golf.